# Смерть и соловьи
«Смерть и соловьи» — телевизионный исторический драматический мини-сериал 2018 года, основанный на одноимённом романе «Смерть и соловьи» 1992 года Юджина Маккейба. Главные роли исполняют : Энн Скелли, Джейми Дорнан и Мэттью Риз. Сериал начал транслироваться на RTÉ One в Ирландской Республике 26 ноября 2018 года, а два дня спустя в Великобритании на BBC Two.

## В ролях
- Энн Скелли в роли Бет Уинтерс
- Мэттью Риз в роли Билли Уинтерс
- Джейми Дорнан в роли Лиама Уорда
- Шарлин Маккенна в роли Мёрси Бойл
- Шон МакГинли в роли Джимми Доннелли
- Мартин Макканн в роли Фрэнка Блессинга
- Майкл Смайли в роли Дамми МакГоннелла
- Фрэнсис Мэджи в роли Дельфин Микки
- Валин Кейн в роли Кэтрин Уинтерс

## Производство
Джейми Дорнан и сценарист сериала Аллан Кьюбитт, ранее работали в другом проекте Крах. Съёмки сериала проходили в Фермана и в Спрингхилл-Хаус, возле Манимор в графстве Лондондерри в Северной Ирландии. Кьюббит рассказал, что сериал является своего рода «предупреждением о Брексите», в котором говорится, что «мы не можем позволить себе вернуться» к тому, как всё было до мирного процесса в Северной Ирландии.

## Релиз
Компания Red Arrow Studios занялась прокатом сериала, а премьера первого эпизода состоялась на канале BBC Two 28 ноября 2018 года. В США, трансляция сериала началась на канале Starz 16 мая 2021 года.

## Восприятие критиками
Сериал был встречен прохладно критиками. На веб-сайте Rotten Tomatoes сериал имеет рейтинг одобрения 73 % со средним рейтингом 6,0 из 10 на основе 11 обзоров.
Джерард О’Донован из «The Daily Telegraph» дал сериалу четыре звезды из пяти, назвав его «редчайшей из драматических жемчужин — той, которая подталкивает и бросает вызов пониманию — и невозможно не быть втянутым.» The Times'.
Кэрол Мидгли была немного более критична, посчитав это «тяжёлой драмой со скудными диалогами и драгоценной каплей веселья, но меня соблазнил сериал.».
Эд Камминг, пишущий для «The Independent», дал шоу три звезды из пяти, написав: «Желаемый тон, я думаю, является своего рода ольстерской версией Дедвуд, притча о решении проблем 20-го века, но есть тонкая грань между мощным и самопародийным»."

## Дополнительные ссылки
- Death and Nightingales (англ.) на сайте Internet Movie Database